# Jeune Homme (album)
Pour les articles homonymes, voir Jeune Homme.
Albums de Johnny Hallyday
Johnny 67
(1967) Rêve et amour
(1968)
Singles
1. (EP) L'histoire de Bonnie and Clyde - Mal - Le mauvais rêve - Hit-parade
Sortie : 29 janvier 1968
2. (SP) Le mauvais rêve - Hit-parade (BOF Les Poneyttes)
Sortie : 29 janvier 1968
3. (EP) À tout casser - Cheval d'acier - Ma vie à t'aimer - Quand l'aigle est blessé
Sortie : 8 avril 1968
4. (SP) À tout casser - Cheval d'acier (BOF À tout casser)
Sortie : 8 avril 1968
5. (EP) Entre mes mains - Jeune homme - Au pays des aveugles - Je n'ai pas voulu croire
Sortie : 24 juin 1968

Jeune Homme est le 10e album studio de Johnny Hallyday, il sort le 24 juin 1968.
L'album est réalisé par Lee Hallyday, Mick Jones et Tommy Brown.

## Autour de l'album
- Référence originale : Philips 844855 BY[1],[2].
- Seconde édition : Philips 6325 187[3].

Initialement l'album sort sans titre, le recto de la pochette n'indique que Johnny et en dessous dans un encadré est donné le détail des chansons. L'album est communément appelé par le premier titre de la face 1 Jeune homme.
L'album est enregistré à Paris aux studios Blanqui et la Gaïté et à Londres au studio Chappel Recording.
On remarque à la guitare la présence de Jimmy Page sur le titre À tout casser. Le célèbre guitariste a précédemment enregistré avec Johnny Hallyday la chanson Psychedelic en 1967.
- Johnny Hallyday participe à la composition de quatre titres.
- Le guitariste Mick Jones en signe trois (dont deux en collaborations).
- Le batteur Tommy Brown en compose trois également, (deux en collaboration).
- Musiciens et chefs d'orchestre attitré de Johnny Hallyday, Mick Jones et Tommy Brown réalisent également plusieurs arrangements de l'album, dont À tout casser.

Rééditions (recensement non exhaustif)
- édition CD en 2000 en fac-similé : 546 950-2  (inclus 4 titres supplémentaires en bonus : San Francisco, Fleur d'amour et d'amitié, Mon fils, Psychédélic)[6].

## Titres
| 1.  | Jeune homme                                                     | Ralph Bernet              | Jacques Revaux                      | 3:06 |
| 2.  | Je n'ai pas voulu croire                                        | Long Chris                | Éric Charden                        | 3:02 |
| 3.  | Au pays des aveugles                                            | Long Chris                | Mick Jones, Tommy Brown             | 3:17 |
| 4.  | À tout casser                                                   | Georges Aber              | Johnny Hallyday, Mick Jones         | 2:50 |
| 5.  | Cheval d'acier                                                  | Georges Aber              | Johnny Hallyday, Mick Jones         | 2:31 |
| 6.  | Le mauvais rêve                                                 | Georges Aber              | Mick Jones                          | 2:52 |
| 7.  | Mal (Hush)                                                      | Georges Aber (adaptation) | Joe South                           | 2:41 |
| 8.  | Quand l'aigle est blessé                                        | Long Chris                | Johnny Hallyday, Jean Bernard       | 2:21 |
| 9.  | L'histoire de Bonnie and Clyde (The Ballad Of Bonnie And Clyde) | Georges Aber (adaptation) | Mitch Murray, Peter Callander       | 2:59 |
| 10. | Ma vie à t'aimer (Loving You)                                   | Georges Aber (adaptation) | Jerry Leiber, Mike Stoller          | 3:00 |
| 11. | Le ciel nous fait rêver                                         | André Salvet              | François de Roubaix Johnny Hallyday | 2:24 |
| 12. | Hit-parade (du film Les Poneyttes)                              | Georges Aber              | Tommy Brown                         | 3:18 |

## Musiciens
The Blackburds (orchestre de Johnny Hallyday) :
- Guitare : Mick Jones
- Batterie : Tommy Brown
- Basse : Gérard Fournier (Papillon)
- Claviers - Harmonica : Raymond Donnez
- Saxophone : Jean Tosan
- Trompettes : Gérard Pisani, Pierre Ploquin, Jacques Ploquin, Gilles Pellegrini
- Percussions : Luis Fuentes, Sam Kelly

Musicien additionnel : Jimmy Page à la guitare sur À tout casser

## Classements hebdomadaires
| Classement (2000) | Meilleure position |
| ----------------- | ------------------ |
| France (SNEP)     | 70                 |